# Dysnomia stewardsoni
Dysnomia stewardsoni är en musselart som beskrevs av Lea. Dysnomia stewardsoni ingår i släktet Dysnomia och familjen målarmusslor. Inga underarter finns listade i Catalogue of Life.